# Landesfeuerwehrschule Baden-Württemberg
Die Landesfeuerwehrschule Baden-Württemberg in Bruchsal ist eine Einrichtung des Landes Baden-Württemberg auf der Grundlage des Feuerwehrgesetzes Baden-Württemberg zur Aus- und Fortbildung der Angehörigen der Feuerwehren.

## Standort
Die Landesfeuerwehrschule verfügte bis 2017 über zwei Standorte in Bruchsal. Der eine diente weitgehend der theoretischen Unterrichtserteilung, der Verwaltung und der Unterbringung der Lehrgangsteilnehmer und wurde von einem 35 m hohen Schlauchturm überragt. Etwa 5 km entfernt (im Bruchsaler Gewerbegebiet „Im Wendelrot“) ist die Übungsanlage mit einer Übungshalle sowie dem Feuerwehr-Übungshaus und der Gefahrstoff-Übungsanlage. An diesem Standort „Im Wendelrot 10“ wurden 2017 nach dreijähriger Bauzeit die neuen Gebäude für Werkstätten und Unterkunft, Lehrsäle und Büros sowie Kantine und Casino in Betrieb genommen.

## Geschichte
Die Gründung des Landes Baden-Württemberg hatte auch für die damals bestehenden Feuerwehrschulen Konsequenzen: Die Feuerwehrschule Baden (in Schwetzingen), die bereits 1947 nach Bruchsal verlegt wurde, sollte künftig zentral alle Aufgaben der Feuerwehrausbildung übernehmen. Deshalb gingen die Feuerwehrschulen Südwürttemberg-Hohenzollern (Tübingen) und Südbaden (Freiburg) in ihr auf. Den neuen Status als „Landesfeuerwehrschule Baden-Württemberg“ erhielt die Schule schon 1952. Die Verlegung an ihren heutigen Standort erfolgte am 7. Juli 1961 mit der Inbetriebnahme der neuen Gebäude. Etwa gleichzeitig zum 1. April 1961 erfolgte die Aufhebung der Landesfeuerwehrschule Freiburg; ihre Aufgaben gingen auf die neu errichtete Landesfeuerwehrschule Baden-Württemberg in Bruchsal über.

## Lehrgänge
Die Schule veranstaltet rund 70, zumeist mehrtägige, Lehrgänge, an denen jährlich mehr als 6.500 Feuerwehr- oder Katastrophenschutzangehörige teilnehmen. Die Schule hat 96 Mitarbeiter, davon 41 Ausbilder. Die Schulkapazität ist für 210 Lehrgangsteilnehmer ausgelegt. Es gibt 21 Lehrsäle mit 24 bis 169 Plätzen.
Zu den Lehrgängen gehören:
- Aus- und Fortbildung von Führungskräften und Ausbildern
- Durchführung technischer Spezialausbildungen für das Personal der Freiwilligen Feuerwehren sowie der Berufs- und Werkfeuerwehren
- Aus- und Fortbildung von Leitstellendisponenten für integrierte Leitstellen (Feuerwehr und Rettungsdienst)
- Ausbildung und Schulung von Führungsgruppen und -stäben
- Ausbildung von Betreuern für die Jugendfeuerwehr
- Vermittlung von Fachwissen im vorbeugenden Brandschutz und in der Brandschutzerziehung und -aufklärung

## Anlagen
Das Feuerwehr-Übungshaus ist eine Einrichtung in der Übungsanlage, die eine praktische „Ausbildung am Feuer“ ermöglicht. Die gasbetriebene Technik und Rauch aus nichttoxischen, unbedenklichen Spezialfluiden schaffen in den unterschiedlich ausgestatteten Räumen des Brandhauses realistische Szenarien für die Brandbekämpfung. Die rechnergesteuerte und monitorüberwachte Übungsanlage lässt die dynamische Veränderung der Übungssituation zu. So kann aus einem Friteusenbrand ein Küchenbrand entstehen. Auch eine Rauchgasdurchzündung kann dargestellt werden.
Übungen zur technischen Hilfeleistung bei Verkehrsunfällen werden ebenfalls durchgeführt. Hierzu steht eine Fläche zur Verfügung, die als zweispurige Straße mit Straßenbahnschienen und -haltestelle sowie mit Oberleitung ausgestattet ist. Auf einer weiteren Übungsfläche können das Abstützen und Sichern bei Hochbauunfällen geübt werden. Die Fläche ist insgesamt als typische Baustelle ausgestaltet. Weitere Übungsmöglichkeiten sind eine Gefahrstoff-Übungsanlage, für die Tauchausbildung ein Übungsteich, der Nachbau eines Lagergebäudes und eine Siloanlage.

## Prüfstelle für drahtlose Fernmeldegeräte
Die Landesfeuerwehrschule Baden-Württemberg ist aufgrund eines Staatsvertrages Prüfstelle für drahtlose Fernmeldegeräte für Behörden und Organisationen mit Sicherheitsaufgaben.